# Tara (Lo que el viento se llevó)
Tara es la plantación en la que se desarrolla parte de la acción de la novela de Margaret Mitchell de 1936 Lo que el viento se llevó y la película homónima. Está localizada cerca de Jonesborough (actualmente Jonesboro), en Georgia. En ella tuvo lugar la derrota final de las tropas confederadas durante la Guerra de Secesión estadounidense (Batalla de Jonesborough), por lo que tiene un significado especial para la historia norteamericana.
Mitchell modeló Tara conforme al modelo de las plantaciones locales anteriores a la guerra, en especial la plantación Clayton County en la que nació y creció su abuela materna, Annie Fitzgerald Stephens, hija de un inmigrante irlandés y su esposa americana. 
El nombre de Tara es usado en el nombre de un teatro en Atlanta y en el aeropuerto de Clayton, entre otros. 
Los doce robles, la plantación vecina en la novela, es hoy en día el nombre de muchos negocios, de un instituto de enseñanza secundaria y de un estadio escolar en la cercana Lovejoy.